# Kim Vilfort
Kim Vilfort, född 15 november 1962 i Valby i Danmark, är en dansk före detta fotbollsspelare, främst känd för sitt 2–0-mål för Danmark i EM-finalen mot Tyskland 1992. 
Vilfort röstades år 2014 fram till "Århundradets spelare i danska Superligaen".

## Karriär

### I klubblag
Vilfort var känd som en allround-spelare och startade karriären som anfallare men omskolades senare till mittfältare. Efter att ha slagit igenom i Frem blev Vilfort proffs i franska Lille. Efter en säsong utomlands återvände han till Danmark och Brøndby där han stannade under de resterande 12 åren av sin karriär.
Vilfort var en viktig kugge i Brøndbys framgångsrika lag som dominerade dansk fotboll i slutet av 1980- och början av 1990-talet och som även tog sig till semifinal i Uefacupen säsongen 1990-91. När klubbens övriga landslagsprofiler såldes till utländska klubbar valde han att stanna kvar vilket gjorde honom populär bland fansen och naturligt gav honom kaptensbindeln som en kulturbärare. Vilfort kallas ofta "Mr. Brøndby" och Brøndby Stadion kallas bland vissa fans för "Vilfort Park".
Kim Vilfort vann totalt sju danska mästerskap och tre cup-segrar under sina år i klubben och utsågs dessutom till "Årets spelare i Danmark" år 1991.
Långt efter karriärens slut, 2014, röstades Vilfort fram som "Århundradets spelare i danska Superligaen"; detta före namn som Peter Schmeichel, Jesper Grønkjær och Allan Simonsen.

### I landslag
Vilfort debuterade i det danska landslaget år 1983 och var med i det lag som vann Europamästerskapet i fotboll 1992 i Sverige, där han gjorde 2–0-målet i finalen mot Tyskland. Dessförinnan hade han mitt under mästerskapet åkt hem till Danmark och missat matchen mot Frankrike då hans dotter behandlades för leukemi.

## Spelstil
Vilfort var en väldigt allsidig fotbollsspelare som gav allt för laget; något Bröndbys och sedermera det danska landslagets tränare Morten Olsen höll med om: "Han kunde spela på vilken position som helst, gav alltid det maximala och hade en oövervinnlig vinnarmentalitet. Kim var alltid entusiastisk och trodde alltid att det kunde bli gjort, oavsett hur dystert saker och ting såg ut."
Vilfort hade två lite udda specialiteter som spelare; förlängning av hörnor från första till andra stolpen, vilket ofta ledde till mål, samt passningar med hälen till sina medspelare.

## Efter spelarkarriären
Efter spelarkarriären har Vilfort verkat som talangchef i Brøndby med huvudansvar för föreningens talang- och ungdomsverksamhet.

## Meriter
I klubblag
 Brøndby IF
- Danska ligan (7): 1987, 1988, 1990, 1991, 1995/96, 1996/97, 1997/98
- Danska cupen (3): 1988/89, 1993/94, 1997/98

I landslag
 Danmark
- Europamästare 1992

Individuellt
- Årets spelare i Danmark: 1991
- Årets spelare i Bröndby: 1991
- Århundradets spelare i danska Superligaen: 2014